# Pedro Larena Landeta
Pedro Larena Landeta (Madrid, 1959) es un directivo y banquero español. Desde septiembre de 2016 hasta abril de 2017 fue Consejero Delegado del Banco Popular Español. Dimitió como consejero delegado del Banco Popular el 17 de abril de 2017.

## Formación
Licenciado en Derecho en 1982 por la Universidad Autónoma de Madrid y MBA por IESE Business School (Universidad de Navarra) en Barcelona.

## Trayectoria profesional
Fue anteriormente CEO de toda la Banca Minorista de Deutsche Bank (DB) fuera de Alemania. Incluyendo España, Portugal, Bélgica, Polonia, Italia, India y China y miembro del Comité Ejecutivo Global de Private Wealth & Commercial Clients en DB. Fue Consejero de distintas subsidiarias locales en DB en Bélgica, Polonia (Vicechairman DB Polska), Portugal y España. Copresidente del Consejo de Estrategia de Banca Minorista de Huaxia Bank en China. También presidió el Consejo de Diversidad de DB en Europa, Oriente Medio y África.
Desde 2003 y, hasta su incorporación a Deutsche Bank en 2009, Pedro Larena era el director general de Banca Minorista y Desarrollo de Negocio en el Banco Español de Crédito (Banesto). Allí era miembro de la Comisión Ejecutiva y Consejero de distintas sociedades del Grupo Santander (Santander Asset Management, Santander Seguros, Santander Real Estate…). 
Anteriormente, ocupó el cargo de Director de Negocio para Cataluña y Baleares en Caja Madrid, así como Responsable de Banca Corporativa y Corporate Finance Global en una misma entidad. En 1997 se incorporó a la Caja como Director de Banca Corporativa dentro de la Unidad de Banca de Negocios.
Comenzó su carrera en Citibank, en Madrid en 1985. Allí ocupó diversos puestos de responsabilidad en Banca Corporativa tanto en España como en Portugal, país en el que también lideró el departamento de Corporate Finance.

## Vida personal
Pedro está casado con María Ibáñez Rodríguez de Torres, hermana de la marquesa de Villarubia de Langre, y tienen 3 hijos y 1 hija. 
Es un apasionado de la lectura y de la navegación a vela (en 2008 atravesó el Atlántico en su barco), del motociclismo y de la equitación.